# Kampfgeschwader 25
La Kampfgeschwader 25 (KG 25) (25e escadron de bombardiers) est une unité de bombardiers de la Luftwaffe pendant la Seconde Guerre mondiale. 

## Organisation
Seul le I. Gruppe a existé avant de devenir le I./KG 30

### I. Gruppe
Formé en août 1939 à Rechlin  à partir du Erprobungskommando 88 (qui a pour mission de tester le nouveau bombardier Junkers Ju 88) avec :
- 1./KG 25
- 2./KG 25

Le I./KG 25 est en cours de constitution quand le 22 septembre 1939, il est renommé I./KG 30 avec :
- 1./KG 25 devient Stab I./KG 30
- 2./KG 25 devient 2./KG 30

Gruppenkommandeure (Commandant de groupe) :
| Début     | Fin            | Grade     | Nom   |
| --------- | -------------- | --------- | ----- |
| Août 1939 | Septembre 1939 | Hauptmann | Pohle |

Opérant sur Junkers Ju 88A, le I./KG 25, basé au mois d'août à Rechlin est rattaché à Oberbefehlshaber der Luftwaffe (ObdL) de l'Oberkommando der Luftwaffe (OKL). Puis du 1er au 22 septembre 1939, il est basé à Jever sous rattachement de la 3. Flieger-Division.